# Leninogorskij rajon
Il Leninogorskij rajon (in russo Лениногорский район?, in tataro: Лениногорск районы) è un municipal'nyj rajon della Repubblica Autonoma del Tatarstan, in Russia. Occupa una superficie di 1 843,22 chilometri quadrati, conta 79 506 abitanti ed è suddiviso in 1 città e 24 comuni rurali. Il centro amministrativo è la città di Leninogorsk. I principali fiumi del distretto sono la Šešma e il Zaj.